# Bistrup Kirke (Hjørring Kommune)
 For alternative betydninger, se Bistrup Kirke. (Se også artikler, som begynder med Bistrup Kirke)
Bistrup kirke også kaldt Bistrupkirken er en kirke i Bistrup Sogn, Aalborg Stift, beliggende på Ringvejen 7, Hjørring. Den er tegnet af arkitekten Holger Jensen og udført i 1978.

## Historie
Før kirkens anlæggelse anvendte Bistrup Sogns kirkegængere i årene 1966 til 1978 en vandrekirke i træ. Da man planlagde den nye kirke lagde man vægt på den praktiske brug af bygningen, med mulighed for aktiviteter gennem hele ugen. Man besluttede samtidigt, at udsmykningen skulle udføres af kunstnere med tilknytning til Vendsyssel. Dette blev realiseret, eftersom Helga og Bent Exner udførte udsmykningen.
Første spadestik blev taget af dronning Margrethe 2. den 3. august 1976.

## Kirkebygningen og inventar
Kirken, der ligger ved Ringvejen i den sydlige udkant af Hjørring, består af flere bygningsfløje arrangeret omkring et klostergårdslignende areal. Hovedfløjen rummer kirkerummet og et menighedslokale, med samlet omkring 400 siddepladser, mens de øvrige fløje har undervisningslokaler, pejsestue, køkken og depot.
Foran alterbordet hænger et metalkors, som er omgivet af et antal bjergkrystalkugler. Dåbsfadet er af hamret sølv, og alterbordets og døbefontens betonflader er beklædte med marieglas. I kirkerummet står der løse stole, der lige so andet træværk er helt lyst. Et pulpitur løber langs den høje bagvæg hvorover der er et stort vindue, som er rummets eneste. På den ene sidevæg står et orgel med 14 stemmer bygget af Jensen & Thomsen orgelbyggeri.